# Utjecaj nuklearne energije na okoliš
Utjecaj nuklearne energije na okoliš se zasniva na radu nuklearnih elektrana, ciklusu nuklearnog goriva i mogućim posljedicama nuklearnih katastrofa.

## Vrste zagađenja
Nuklearna energija ima najmanje 4 vrste zagađenja okoliša:
- stvaranje radioaktivnog otpada u nuklearnim elektranama

- velika količina jalovine u rudnicima

- oslobađanje malih količina radioaktivnih izotopa tijekom rada

- zagađenje u slučaju nuklearne katastrofe

## Radioaktivni otpad

### Otpad visoke razine
Mjesečno se u svakom nuklearnom reaktoru proizvede 20-30 tona otpada visoke razine. Predloženo je nekoliko metoda odlaganja otpada, uključujući ukop u stabilne geološke strukture, transmutaciju i odlaganje u svemir. Budući da svaka od metoda zahtijeva dulje vrijeme za provođenje, trenutno se koristi privremeno skladištenje.
Kako se nuklearno gorivo nema gdje zbrinuti, neki eksperimentalni nuklearni reaktori ne proizvode otpad koji sadrži dugotrajne radioaktivne izotope, odnosno,  spaljuju te izotope iz drugih reaktora preko preobrazbe u elemente s niskom radioaktivnošću.

### Ostali otpad
Putem kemijskog sustava za kontrolu, nastaje otpad niske razine,  što uključuje plin, tekućinu i kruti otpad prizveden kroz proces pročišćavanja vode isparavanjem. Tekući otpad je prerađen kontinuirano, plin je filtriran, razrijeđen, a zatim ispušten. Stopa po kojoj je to dopušteno je regulirana i studije moraju dokazati da takvo ispuštanje ne prelazi granice dozvoljenog.

## Emisije nuklearnih elektrana

### Radioaktivni plinovi i otpadne vode
Većina nuklearnih elektrana ispušta plinove i otpadne vode kao nusprodukt kemijskog sustava za kontrolu. Ljudi koji žive do 80 km od nuklearnih elektrana primaju oko 0.01 milirema godišnje. Za usporedbu, prosječna osoba koja živi uz more primi najmanje 26 milirema godišnje od kozmičkog zračenja. Ukupan iznos radioaktivnosti ovisi o svojstvima same nuklearne elektrane.

#### Bor
Krajem svakog radnog ciklusa  (do dvije godine)  reaktori pod tlakom smanjuju količinu bora u primarnom sustavu za hlađenje (voda koja hladi reaktor), što ima za posljedicu da određena količina ozračenog bora izađe iz elektrane.

#### Tricij
Tricij je radiaktivni izotop vodika koji emitira beta čestice niske energije i mjeri se u becquerelima po litri. Tricij ostaje otopljen u vodi kad izlazi iz nukelarne elektrane.  Primarna briga o otpuštenom triciju je kontrola prisutnosti u vodi. Tricij je najmanje opasan jer emitira vrlo slaba zračenja i relativno brzo napušta tijelo.

#### Vađenje urana
Rudnici za vađenje urana korsite puno vode; npr. Roxby Downs u Južnoj Australiji troši 35 milijuna litara vode svakog dana,  a prosječna nuklearna elektrana do 150 milijuna litara na dan.

### Rizik od bolesti
Neka istraživanja su pokazala povećan rizik od zaraznih bolesti i raka, među ljudima koji žive u blizini nuklearnih elektrana. Najnoviji rezultati ipak nisu u skladu s ranijim istraživanjima, tako da nema uvjerljivih dokaza da nuklearne elektrane štetno djeluju na čovjeka.

### Usporedba s elektranama na ugljen
Svaka elektrana na ugljen godišnje emitira oko 0.6319 TBq, što je i do 100 puta više radioaktivnog zračenja od nuklearnih elektrana. Za razliku od elektrana na ugljen ili mazut, nuklearne elektrane ne proizvode sumporov dioksid, dušikove okside i živu. Ukratko, nuklearne elektrane proizvode više radioaktivnih emisija,  ali imaju bolji sustav zaštite od zračenja.

### Usporedba radioaktivnih emisija između nuklearnih katastrofa i industrije
Elektrana na ugljen 100 puta više zrači od nukearnih elektrana. Svjetska nuklearna asocijacija je usporedila broj smrti zbog nesreća između različitih oblika proizvodnje energije. Broj umrlih po TW godišnje električne energije proizvedene od 1970. do 1992. godine je bio: 885 zbog nesreća u hidroelektranama, 342 zbog nesreća u elektranama na ugljen, 85 zbog nesreća u elektranama na plin i 8 zbog nesreća u nuklearnim elektranama.

## Nuklearne nesreće i njihov utjecaj na okoliš

### Požar u Windscaleu
1957. godine požar u Windscaleu u Velikoj Britaniji zapalio je plutonij što je rezultiralo zagađenjem okolnih farmi za proizvodnju mlijeka. Nesreća je uzrokovala 33 smrti od raka i 78 milijuna dolara štete.[nedostaje izvor]

### Černobilska katastrofa
1986. godine Černobilska katastrofa u Ukrajini je bila najveća nuklearna katastrofa koja je odnijela 4056 života. Velike količine radioaktivne prašine su se proširile Europom.

### Fukushima Daiichi
2011. godine u Japanu je najveća katastrofa nakon Černobila.

## Otpadna toplina
Kao svaka termoelektrana,  nuklearna elektrana izmjenjuje 60 do 70% toplinske energije isparavanjem u rashladnom tornju. Toplinska joj je učinkovitost nešto niža od elektrana na ugljen čime se ostvaruje više otpada topline. Nuklearne elektrane za hlađenje koriste rijeke, jezera, mora ili rashladne tornjeve. Najčešći razlozi protiv uzgradnje elektrana su povećana temperatura jezera čime se utječe na okoliš. Moguće je koristiti otpadnu toplinu za lokalno grijanje isto kao i kod drugih kogeneracija,  no kako su elektrane uglavnom izgrađene na nenaseljenim područjima toplina se koristi u industrijske svrhe.

## Emisija stakleničkih plinova
Nuklearna elektrana ne emitira ili emitira zanemarivo male količine ugljikovog dioksida.Sve ostale faze emitiraju veće količine, a to su: rudarstvo, prijevoz, proizvodnja goriva, obogaćivanje, gradnja reaktora, razgradnja i zbrinjavanje otpada. Nuklearna energija može pomoći u borbi protiv klimatskih promjena,  ali nije rješenje. Istraživanja su dovela do različitih procjena. Neka zaključuju da su po emisiji ugljičnog dioksida nuklearne elektrane usporedive s obnovljivim izvorima,  a druga istraživanja pokazuju da su obnovljivi izvori 2 do 7 puta bolji od nuklearne energije.